# Тайяки
Тайяки (яп. 鯛焼き; запечённый морской лещ) — японское печенье в форме рыбки. Наиболее популярная начинка — сладкая паста анко, сделанная из бобов адзуки. Также используются такие наполнители, как заварной крем, шоколад или сыр. В некоторых магазинах тайяки продаются с окономияки, начинкой гёдза или с колбасой внутри.

## Приготовление
Тайяки готовят с использованием пресного или сдобного теста. Тесто выкладывают в форму в виде рыбки для каждой стороны, затем вкладывают наполнитель и скрепляют обе половинки. Затем готовят до образования золотистой корочки с обеих сторон. Основным ингредиентом тайяки является вафля, в которую добавляют различные начинки.

## История
Тайяки впервые начали печь в кондитерской Нанивая в Адзабу, Токио в 1909 году, а сейчас их можно найти во всех уголках Японии, особенно на фуд-кортах супермаркетов и японских фестивалях.
Они похожи на имагаваяки (今川焼き) — толстые лепёшки, также наполненные сладкой пастой из бобов адзуки или кремом.